# Pomme d'Api
Pomme d'Api is een operette in een bedrijf van Jacques Offenbach op een libretto van Ludovic Halévy and William Busnach. De wereldpremière vond plaats op 4 september 1873 in het Théâtre de la Renaissance te Parijs.

## Inhoud
De oude vrijgezel Amilcare Rabastens heeft zojuist zijn huishoudster, met wie hij een verhouding had, de laan uitgestuurd, en zit nu te wachten op de nieuwe. Dan komt zijn neef Gustave huilend thuis. Hij heeft op bevel van Rabastens zijn relatie met Pomme d'Api beëindigd. Rabastens vindt dat hij zich niet moet aanstellen en stuurt hem naar zijn kamer. Dan arriveert de nieuwe huishoudster, Catherine, en Rabastens is gelijk onder de indruk, en slooft zich uit het haar naar de zin te maken. Gustave herkent in haar gelijk zijn Pomme d'Api, en probeert haar terug te winnen. Ze is eerst onvermurwbaar, maar wanneer ze ontdekt dat hij echt nog van haar houdt geeft ze toe. Rabastens accepteert zijn verlies en geeft het paar zijn zegen, en een toelage.
Ba-ta-clan (1855) · 
Les deux aveugles (1855) ·
La bonne d'enfant (1856) ·
Le mariage aux lanternes (1857) ·
Orphée aux Enfers (1858) · 
Geneviève de Brabant (1859) ·
Daphnis et Chloé (1860) ·
M. Choufleuri restera chez lui le ... (1861) · 
Le pont des soupirs (1861) · 
La belle Hélène (1864) · 
Barbe-bleue (1866) · 
La vie parisienne (1866) ·
La Grande-Duchesse de Gérolstein (1867) · 
Robinson Crusoé (1867) · 
L'île de Tulipatan (1868) · 
La Périchole (1868) ·
Les brigands (1869) ·
Pomme d'Api (1873) ·
Bagatelle (1874) ·
Le voyage dans la lune (1875) ·
Madame Favart (1878) · 
La fille du tambour-major (1879) ·
Les contes d'Hoffmann (1880—onvoltooid)